# Іллінська церква (Стародавній Київ)
Іллінська церква — церква в Києві, на Подолі, згадана в Повісті временних літ під 945 роком. Найдавніший відомий нам християнський храм Русі. За іншою версією існувала на початку 12 сторіччя. Археологічно не знайдена, гіпотетично могла розташовуватися на місці пізніших Іллінської (збудована у кінці 17 сторіччя) або Різдвяної (збудована на початку 19 сторіччя) церков.

## Історія

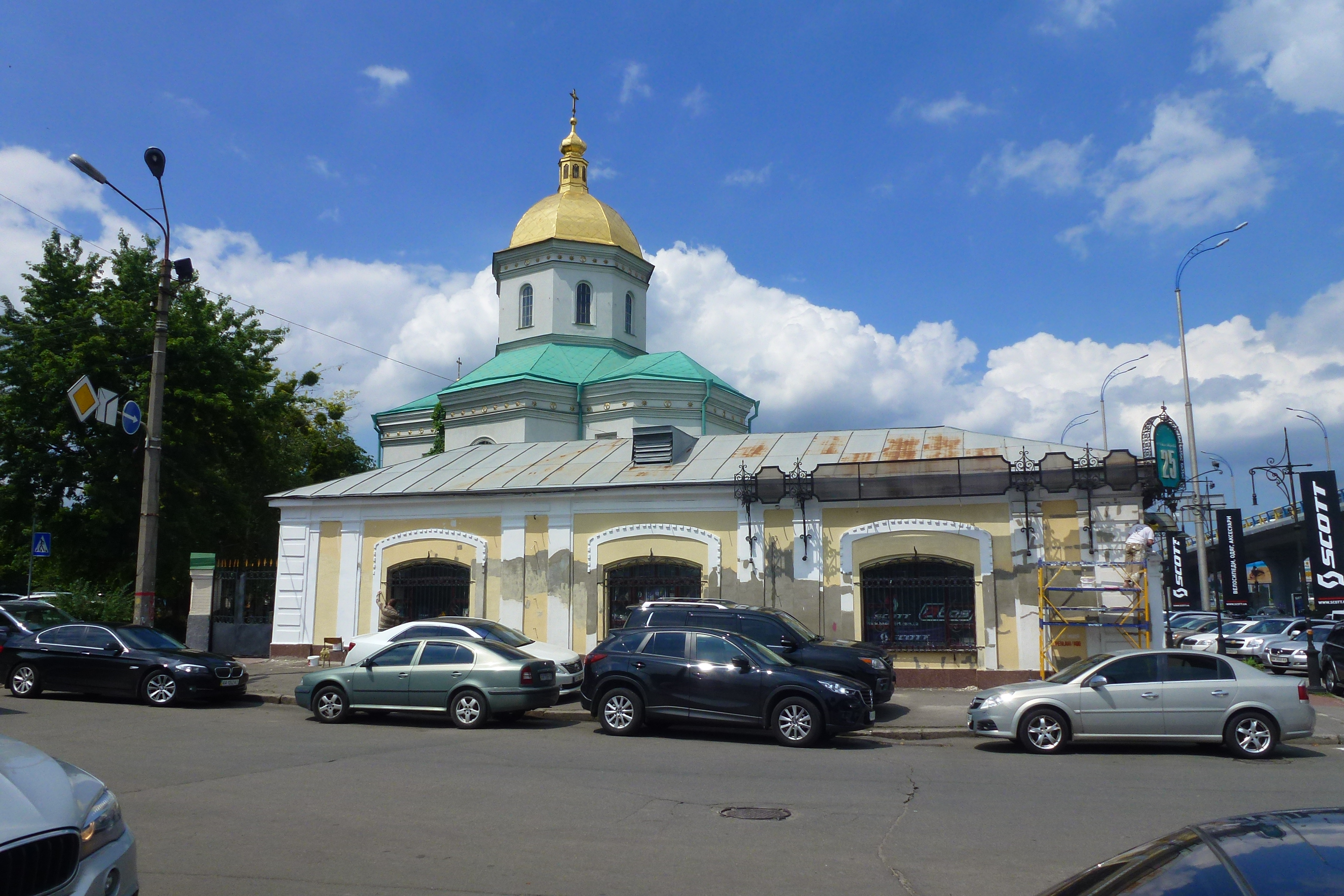
Іллінська церква 1692 року. За думкою деяких дослідників, стоить на місці давньої церкви св. Іллі, що була над Ручаєм, в кінці Пасинчої бесіди

Іллінська церква згадується у Повісті временних літ під 945 роком, у фрагменті, де змальована присяга дружини Ігоря дотримуватись умов мирного договору, який був заключений перед цим з греками. Язичницьку частину дружини Ігор водив присягати — разом з грецькими послами — на пагорб «де стояше Перун», а християнську — у церкву святого Іллі. Поясняючи читачеві місце розташування Іллінської церкви, яка ймовірно вже не існувала на час складання літопису (кінець XI — початок XII століть), літописець пише, що вона стояла «над Ручаєм». Також з цього фрагменту випливає, що поруч знаходились місцевості Пасинча бесіда та Козарє: «а хрс̑тьӕную Русь водиша въ цр҃квь ст҃го Ильи . ӕжє єсть надъ руцьємъ . конѣць Пасыньчѣ И бєсѣды . и Козарє . сє бо бѣ сборнаӕ цр҃кви . мнози бо бѣша Варѧзи хрс̑тьӕни .» (в перекладі Махновця: «А християн-русів водили присягати в церкву святого Іллі, що є над ручаєм кінець Пасинчої бесіди, бо це була соборна церква, а багато варягів і хазар були християнами.»).

## Розташування

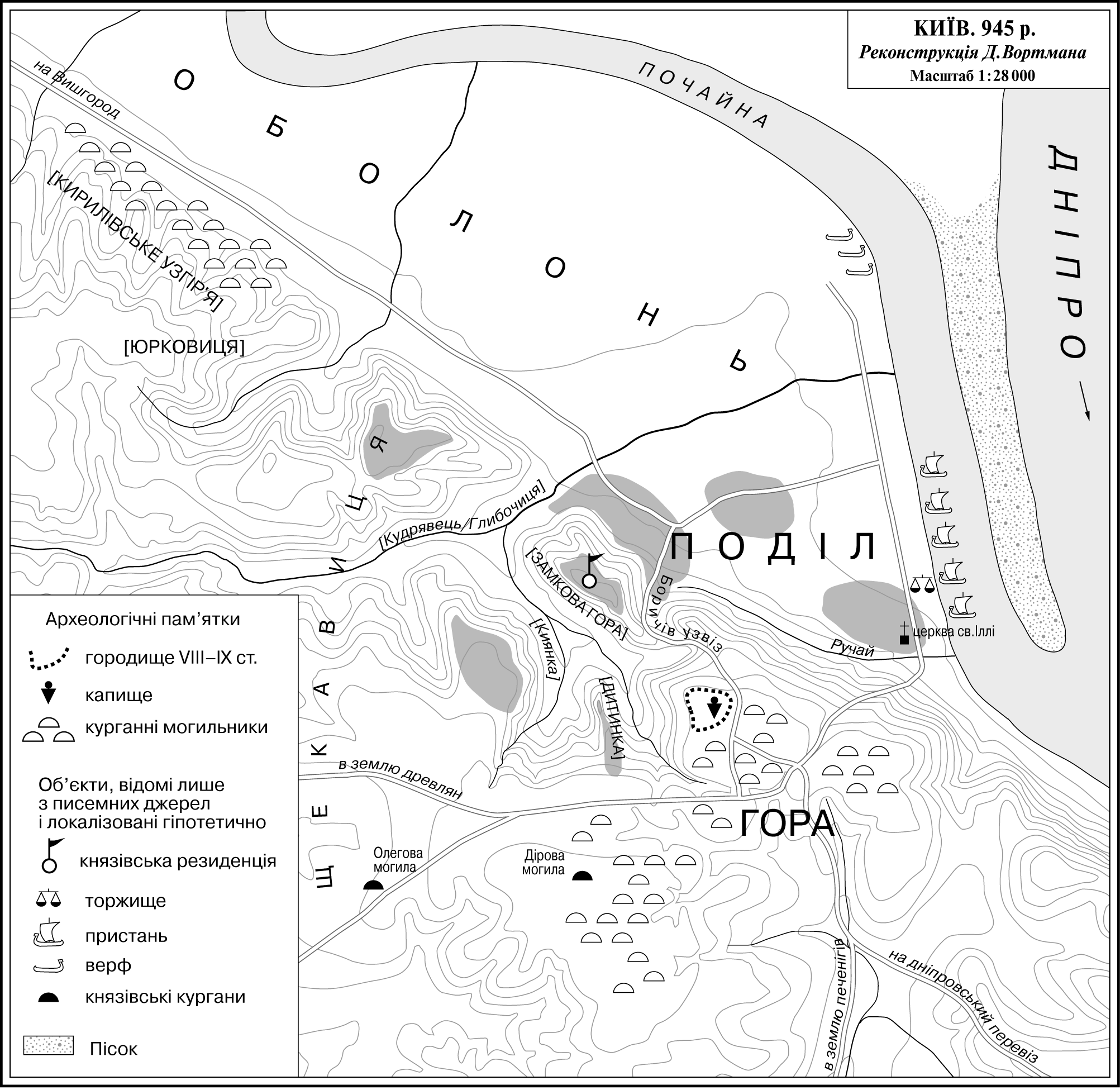
Іллінська церква на мапі Києва 945 року за Д. Вортманом — на місці, де пізніше побудували Різдвяну церкву.

М. Закревський вважав, що Ручаєм у давнину називали Почайну, церкву святого Іллі він при цьому розташовував на тому ж місці, де стоить сучасна Іллінська церква (вул. Почайнинська, 2, збудована у XVII столітті). Л. Махновець, погоджуючись з Закревським щодо розташування Іллінської церкви, ототожнював Ручай з так званим Борисоглібським ручаєм. Останній мав витік з Старокиївської гори, проходив недалеко від верхньої частини Боричевого узвозу (за Махновцем розташовувався по трасі сучасного Андріївського узвозу, існують інші версії локалізації Боричевого узвозу), потім йшов повз Покровську церкву, по кварталах сучасних Андріївської, Борисоглібської та Іллінської вулиць, де впадав у Почайну. Разом з іншими струмками Подолу він був закритий у дерев'яний колектор ще до початку XIX століття.
М. Сагайдак вважав літописним Ручаєм давній ручай, русло якого, завширшки 28 м, було зафіксовано у 1975 році по вулиці Сагайдачного, 6-8. Цей ручай протікав під схилами Старокиївської гори, приблизно збігаючись напрямком з вулицею Боричів Тік. За думкою Сагайдака Боричів Тік отримав свою назву саме від цього ручаю, подібно до річок Гірський Тікич, Гнилий Тікич тощо. Витік ручаю ймовірно розташовувався у підніжжі Замкової гори, де у XVII—XVIII століттях забиралась вода для міського водогону, а на плані 1695 року показаний великий колодязь. Впадав ручай у заплаву Почайни, добре видиму на згаданому плані. Сагайдак погодився з думкою Єфіма Остромисленського, висказану їм в праці 1830 року, про розташування Іллінської церкви на підвищенні, де на початку 19 сторіччя була побудована церква Різдва. Одночасно, Сагайдак, вважав непереконливими спроби ототожнити з Іллінською церквою залишки кам'яної споруди, знайденими у підмурівках Успенської церква (Пирогощі).
З розташуванням Іллінської церкви на місці пізнішої церкви Різдва, також погоджувався Сергій Климовський, який пов'язував побудову церкви Іллі, з виникненням порту та складів в гирлі Почайни. За думкою Климовського, в церкві відбувались богослужіння за благополучне вертання руських флотилій, а також освячення суден.

## Питання існування церкви у 945 році
Дослідники (Яна Малінгуді, Михаїл Васильєв, О. Толочко) показали, що оповідання про присягу в Іллінській церкві — конструкція літописця, який запозичив деталі, зокрема згадку про церкву святого Іллі, з тексту русько-візантійського договору. У цьому документі повідомляється, що «хрещена русь» присягала у церкві святого Іллі, але тут йдеться про храм у Константинополі (на території імператорського палацу); «хрещена русь» — це не київські християни, а «роси», які перебували на службі у візантійського імператора. Імовірно, причина появи фрази «въ церковь святаго Ильи яжє єсть надъ руцьємъ конѣць Пасыньчѣ бєсѣды» така: літописець, знайшовши у договорі згадку про храм святого Іллі, вирішив, ніби йдеться про Іллінську церкву, яка дійсно існувала у Києві в час укладання літопису (початок 12 ст.).